# Martín Cortés (El Mestizo)
Martín Cortés (* 1523 (?) in Coyoacán; † 1595 in Madrid) war der erste Sohn des spanischen Eroberers Hernán Cortés und dessen Geliebter Malinche. Er gilt als einer der ersten Mestizen, die von historischer Wichtigkeit waren. Zur Unterscheidung von seinem gleichnamigen Halbbruder wird er im spanischsprachigen Raum auch oft mit dem Beinamen „El Mestizo“ bezeichnet.

## Biographie
Hernán Cortés lernte im Zuge der Eroberung Mexikos Malinche kennen, die ihm zunächst als Übersetzerin diente. Sie unterhielten eine Liebesbeziehung, der 1523 (nach manchen Quellen 1522 oder gar 1524) ein Sohn entsprang. Das Kind wurde von seiner Mutter schon früh getrennt und wuchs unter der Aufsicht von Verwandten des Vaters in Kuba auf. 1529 wurden er und zwei weitere Halbgeschwister, Catalina (* 1514) und Luis (* 1525), durch eine päpstliche Bulle legitimiert. 1540 kehrte Cortés mit seinem unehelichen Sohn nach Spanien zurück, wo Martín Cortés unter Karl V. und seinem Nachfolger Philipp II. als Page diente. 1563 kehrte er ins Vizekönigreich Neuspanien zurück.

## Weitere Namensträger
Nach der Heirat mit der spanischen Adligen Juana de Zúñiga hatte Hernán Cortés einen weiteren Sohn namens Martín Cortés (* 1535; † 1589 in Madrid), der den Beinamen „El Legítimo“ erhielt und die Titel seines Vaters erbte.